# Mânăstirea
Mânăstirea is een Roemeense gemeente in het district Călărași.
Mânăstirea telt 5930 inwoners.